# Siemens Open 1993
Il Siemens Open 1993 è stato un torneo di tennis facente parte della categoria ATP Challenger Series nell'ambito dell'ATP Challenger Series 1993. Il torneo si è giocato a Scheveningen nei Paesi Bassi dal 19 al 26 luglio 1993 su campi in terra rossa.

## Vincitori

### Singolare
Simon Youl ha battuto in finale  Bart Wuyts con il punteggio di 7–5, 1–6, 6–4

### Doppio
Nils Holm /  Lars-Anders Wahlgren hanno battuto in finale  Jacco Eltingh /  Paul Haarhuis con il punteggio di 6–1, 6–2